# One Hell of a Woman
One Hell of a Woman es el vigésimo álbum de estudio de la cantante estadounidense Vikki Carr. Fue publicado en agosto de 1974 por el sello discográfico Columbia Records.

## Grabación y contenido
Las sesiones de grabación del álbum tuvieron lugar en dos estudios de Hollywood, CA: A&M y RCA Studios. Richard Bogert se desempeñó como ingeniero de audio en las sesiones de A&M Studios mientras que Mickey Crofford se desempeñó como ingeniero de audio en las sesiones de RCA Studios. Vikli Carr coprodujo el álbum junto con Jack Gold. One Hell of a Woman contenía once canciones. El álbum incluía versiones de temas contemporáneos como «Sunshine on My Shoulders» de John Denver y «I'll Have to Say I Love You in a Song» de Jim Croce.

## Recepción de la crítica
Un escritor no especificado de la revista Cash Box declaró: “Su capacidad para generar emociones siempre la ha colocado muy por encima de sus numerosos imitadores, y las melodías aquí refuerzan mil veces su grandeza”.

## Créditos y personal
Créditos adaptados desde las notas de álbum de One Hell of a Woman.
Músicos
- Vikki Carr – voz principal
- Hal Blaine – batería
- The Ron Hinklin Singers – coros

Personal técnico
- Vikki Carr – producción
- Jack Gold – producción
- Richard Bogert – ingeniero de audio
- Mickey Crofford – ingeniero de audio
- Ed Caraeff – fotografía

## Posicionamiento
| Gráfica (1974)                            | Pico de posición |
| ----------------------------------------- | ---------------- |
| Estados Unidos (Billboard Top LPs & Tape) | 155              |